# Noviny Těšínské
Noviny Těšínské byly českojazyčným regionálním týdeníkem, vycházejícím v letech 1894 – asi 1919.
Vycházely v Těšíně, ve Frýdku a v Opavě. Mezi přispěvatele novin patřili např. Vincenc Prasek či Josef Zukal.
Noviny založila v roce 1894 Blandina Čížková na popud poslance Věnceslava Hrubého. Působila zde jako novinářka, redaktorka a vydavatelka nejprve v Těšíně, později ve Frýdku. V roce 1911 z redakce listu odešla kvůli rozporům s ostatními redaktory o zaměření novin.